# Handbike

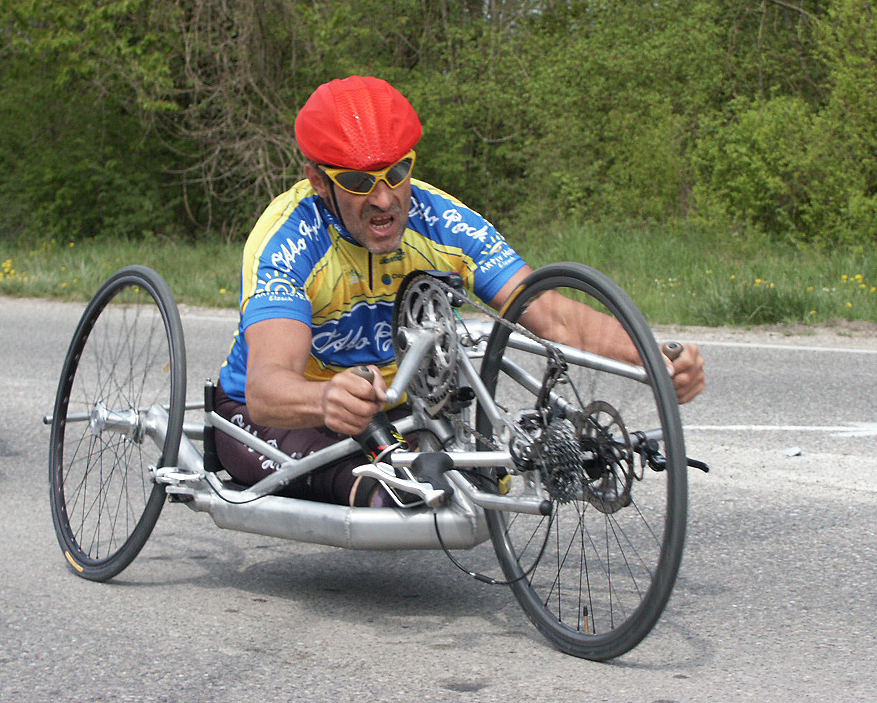
Johann Mayrhofer — Austriak zawodowo ścigający się na handbike

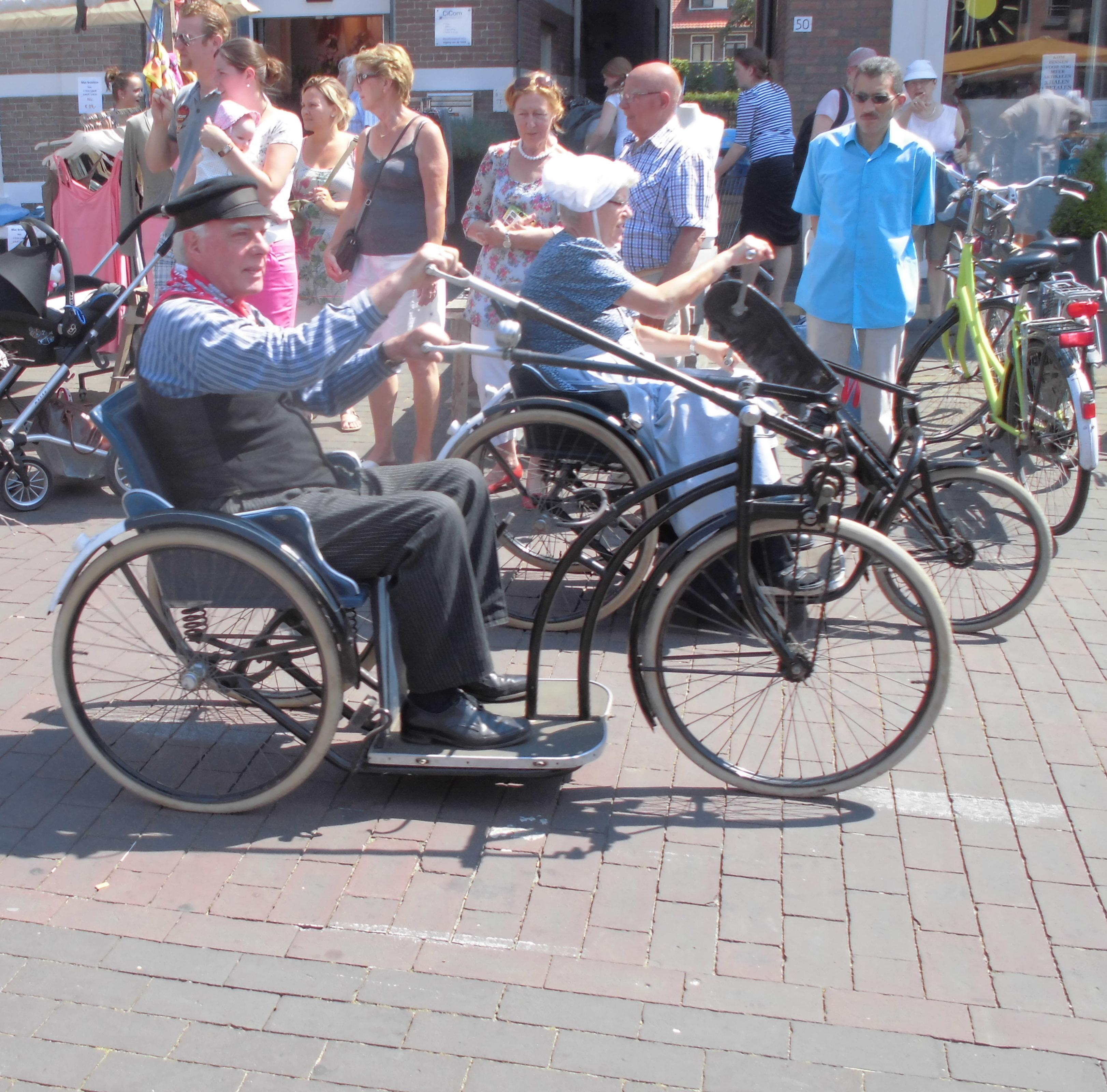
Trójkołowy rower z napędem ręcznym poruszany przez dźwignie połączone z korbowodem

Handbike – według dosłownego tłumaczenia z języka angielskiego – rower trójkołowy z napędem ręcznym przeznaczony dla osób niepełnosprawnych ze schorzeniem narządu ruchu.
Inne alternatywne nazwy handbike'a: handcycle, trójkołowy wózko-rower inwalidzki z napędem korbowym.
Taki rower jest najczęściej połączeniem wózka inwalidzkiego (tył) i roweru
(przód) — napędowo-skrętne koło.
Rzadko, choć spotykane jest rozwiązanie m.in. u jednego z czeskich producentów handbike'ów: dwa koła skrętne z przodu, a koło napędowe z tyłu.
W niektórych amerykańskich handbike'ach, można spotkać takie rozwiązanie: dwa duże koła w jednej osi jak w normalnym rowerze — a dwa małe kółeczka po boku dla wsparcia przy postoju.
Jarosław Rola - niepełnosprawny kolarz i narciarz (mono-ski) z Kamiennej Góry jest konstruktorem m.in. trójkołowego handbike'a górskiego, którego konstrukcja pozwala na zdobywanie górskich szczytów. Jego amortyzowany handbike był pierwszą taką konstrukcją i zapoczątkował rozwój handbike'ów górskich na świecie. Na swoim rowerze Jarosław Rola zdobywał między innymi szczyty Śnieżki i Kilimandżaro.
Szybkość takich ręcznych rowerów zależy od: 
- treningu — polskiemu handbike'owcowi Arkadiuszowi Skrzypińskiemu ze Szczecina udało się przejechać trasę maratonu 42 km 195 metrów w czasie 01:00:03 — czyli średnia szybkość  42 km/h (rekord świata na tym dystansie).
- masy pojazdu - pojazd wykonany z aluminium lub kompozytu węglowego ma masę poniżej 11 kg.
- pozycji rowerzysty, najmniejszy opór powietrza zapewniają niskie rowery z półleżącą pozycją.
- średnicy opon i wielkości kół — znacznie szybciej jeździ się na oponach kolarskich 27˝ × 1˝ niż na oponach 20˝ × 1,75˝.
- przełożeń — czyli zastosowanych przerzutek — o ile po równym terenie nie ma problemu z rozpędzeniem każdego handbike'a, o tyle w terenie pagórkowatym, górzystym — jest potrzeba zastosowania dużej ilości biegów.
- ustawień, profilu i długości korb i uchwytów (rączek), w starszych handbike'ach, zwanych trójkołowymi wózkami inwalidzkimi z napędem korbowym, są ustawione korby na przemian, w nowszych modelach i w handbike'ach sportowych, korby ustawione są równolegle. Wyjątkiem jest (używający korb na przemian) Amerykanin Alejandro Albor, który w roku 2006, podczas Kolarskich Mistrzostw Świata IPC w szwajcarskim Aigle zdeklasował rywali, prowadząc od startu do mety.

Handbike'i mogą być wyposażone w silniki rowerowe spalinowe i elektryczne.
Warto wspomnieć, że taki pojazd nie tylko służy rehabilitacji czy sportowi osób niepełnosprawnych, ale jest także doskonałym środkiem lokomocji.
W Europie popularny również wśród osób sprawnych. Większość organizacji dopuszcza wspólną rywalizację. Wyjątkiem są imprezy pod przewodnictwem Międzynarodowego Komitetu Paraolimpijskiego (IPC).
Cena takich pojazdów produkowanych przez polskich producentów waha się od 3000–18000 zł. 
W USA handbike'i można kupić już za 1500–2000 dolarów, problemem może być transport i płatność za zakupy za oceanem. 
W Polsce Państwowy Fundusz Rehabilitacji Osób Niepełnosprawnych częściowo dofinansowuje zakup takich wózko-rowerów, o ile średni miesięczny dochód nie przekracza:
- 50% przeciętnego wynagrodzenia na osobę w rodzinie,
- 60% przeciętnego wynagrodzenia w przypadku osób samotnych[1].